# ファイアフライ (バットマン)
ファイアフライ（'Firefry'）は、アメリカンコミック『バットマン』などに登場する悪役（ヴィラン）の一人。
本名はガーフィールド・リンズ（Garfield Lynns）。

## 人物

### 原作コミック
英語で「蛍」の異名を持つ放火魔。元・映画関係の技師であり、特に火薬等を用いた特殊効果のアーティストを専門としていた。
しかし、会社を解雇にされ、貧困に追い込まれていった為に、そのストレス解消として放火を行うようになり、やがて物が燃える光景に極度なまでの興奮を覚えるようになった結果、より過激な方法を求めたリンズは、特殊な耐熱スーツやマスク、ジェットパック等を開発。更には強力な火炎放射器やナパーム弾等も手に入れ、重武装して空を飛びまわりながら放火を行う危険な破壊者「ファイアフライ」と化す事になった。
ノー・マンズ・ランドでは、ニコラス・スクラッチに雇われてゴッサムシティに大火災を起こそうと暴れまわるが、バットマンとの対決の末に、自らの手で引き起こした化学工場の薬品の爆発に巻き込まれ、更に背負っていたジェットパックの燃料にまで引火。ミキサー車を動かしたロビンの機転によって、死にまでは至らなかったものの、自分自身が火達磨になる形で全身に90%以上の大火傷を負う事になった。しかし、当のガーフィールド自身は、自分自身が燃えているのにさえ興奮を覚えていたらしい。
『Knightfall』では、幼い頃に両親を失った孤児で、その後は妹のアマンダと共に聖エヴァンゲリナ孤児院で暮らしていた過去が発覚している。しかし、この頃からも貧しい境遇故に、遊びたい盛りの時期に子供らしい遊びが出来なかったトラウマから、遊園地や動物園といった裕福な環境にある子供達が楽しく出来るレジャー施設を激しく憎んでおり、それらを対象に放火を行った事もある。

## 映像化

### テレビアニメ

#### 『バットマン』シリーズ
『The New Batman Adventures』より登場。
元･映画技師。人気ミュージシャンのキャシディと付き合っていたが、人気になった事で完全に増長した彼女は、自身を捨ててプロデューサーの男と交際を始めてしまう。その事を激しく憎んだガーフィールドは、ライブ中に花火の火薬を操作してコンサート会場を火事にしてキャシディを殺そうとするも、失敗。その後、逃亡したガーフィールドは、自宅からも姿を消し、自力で火炎放射銃や耐火スーツ、ジェットパック等を作り出し、ファイアフライとなってキャシディの命を狙う。
空中を自在に飛べるのを生かして、度重なる形でキャシディのいる場所の襲撃を行った後、キャシディを捉えたファイアフライは、化学薬品工場で製作した大量の発火剤を流してゴッサムシティ中を大火災に追い込もうと目論む。しかし、自身と同じく高性能の耐火スーツを身に纏ったバットマンとの対決に敗れ逃走を図ろうとしたが、化学薬品工場の看板が火災によって崩落し、それに激突する形で敗れた。
事件後、キャシディは清々した気持ちでいたが、ファイアフライの襲撃で度々焼き殺されそうになったのがトラウマになって、火が恐怖の対象になっており、レストランでのサービスで行われたステーキを焼く火に怯えていた為、結果的にガーフィールドの復讐は成功したとも言える。
声はマーク・ロルストン。

#### ザ・バットマン
旧アニメシリーズと異なり、このシリーズ放送時には知名度が高くなっていた事から、シーズン1より登場している。昆虫を連想させるスーツを身に纏っているが、蛍と言うよりは「蜂」に近い外見をしている。火炎放射器ではなく熱線レーザー銃を武器としている。
ペンギンの誘いを受けて、キラークロック、ラグドール、キラーモス（キャラックス）と「チーム･ペンギン」を組んで犯罪を行った事がある。
シーズン5の「White Heat」では、強奪した放射性物質の熱線を浴びた事で「フォスフォラス」へと変貌。高熱を纏い、スーツ無しで炎を操れるより危険な存在と化したが、自力で制御が出来ず冷却に弱いという弱点もある。最初は新たに手に入れた力に酔いしれるも、制御が出来ない事で次第に凶暴化し、自暴自棄に陥った末に原子力発電所の襲撃を行う。そこへ耐熱仕様のスーツを身に着けたバットマンと激突し、最後は液体窒素で冷却されてしまった所で、アーカム・アサイラムに収監される。
声はジェイソン・マースデン。日本語翻訳版は河本邦弘。

### 実写版

#### テレビドラマ
『ARROW/アロー』
第1シーズン第10話「憎しみの炎」から登場。
元･消防士であったが、スターリングシティのノデルタワーでの消火作業中、タワーが建築基準を違反していたのが原因で倒壊し、爆発に巻き込まれてしまう。勤務仲間達に置き去りにされてしまい、事件後は殉職扱いにされてしまったが、ガーフィールドは重度の火傷を負いながらも自力で生還していた。
信じていたチームメイトに裏切られたと、憎しみに支配されたガーフィールドは、復讐の消防士「ファイアフライ」と化して、かつての仲間達を次々と焼き殺していき、最後は消防署長を標的に、消防士達のチャリティーパーティーである「ヴァーダント」を襲撃する。
ファイアフライの右腕に見えた火傷やタトゥーから、彼が死亡扱いされたガーフィールド本人である事に気付いたアローは、その悲劇的境遇を不憫に思い、一緒にやり直そうと説得するものの、既に生きる事　に絶望していたガーフィールドは、自ら炎の中へと消えて逝った。
演者はアンドリュー・ダンバー。
『GOTHAM/ゴッサム』 (2014年-現在)
演 - ミッシェル・ヴェインティミラ、カミラ・ペィッツ（シーズン3から）、日本語吹替 - 大関英里